# Hogsetfeltet
Hogsetfeltet este o localitate din comuna Sørum, provincia Akershus, Norvegia, cu o suprafață de 0,4 km² și o populație de 681 locuitori (2013).